# Jörg Meuthen
Jörg Hubert Meuthen, född 29 juni 1961 i Essen i dåvarande Västtyskland, är en tysk professor i nationalekonomi och politiker (AfD).
Meuthen var sedan juli 2015 till januari 2022 en av två partiledare för AfD. Idag är han partilös. Från juli 2015 till oktober 2016 var han en av tre ledare för partiets avdelning i Baden-Württemberg. Han var AfD Baden-Württembergs förstanamn i landtagsvalet 2016 och är sedan maj 2016 ledamot i delstatsparlamentet, sedan 2017 till 2023 var han också ledamot av Europaparlamentet. Han var fram till november 2017 ledare för AfD:s partigrupp i Baden-Württembergs landtag.
Hans professur i nationalekonomi vid Hochschule Kehl är vilande under hans arbete som parlamentariker.